# Bourse de Tunis

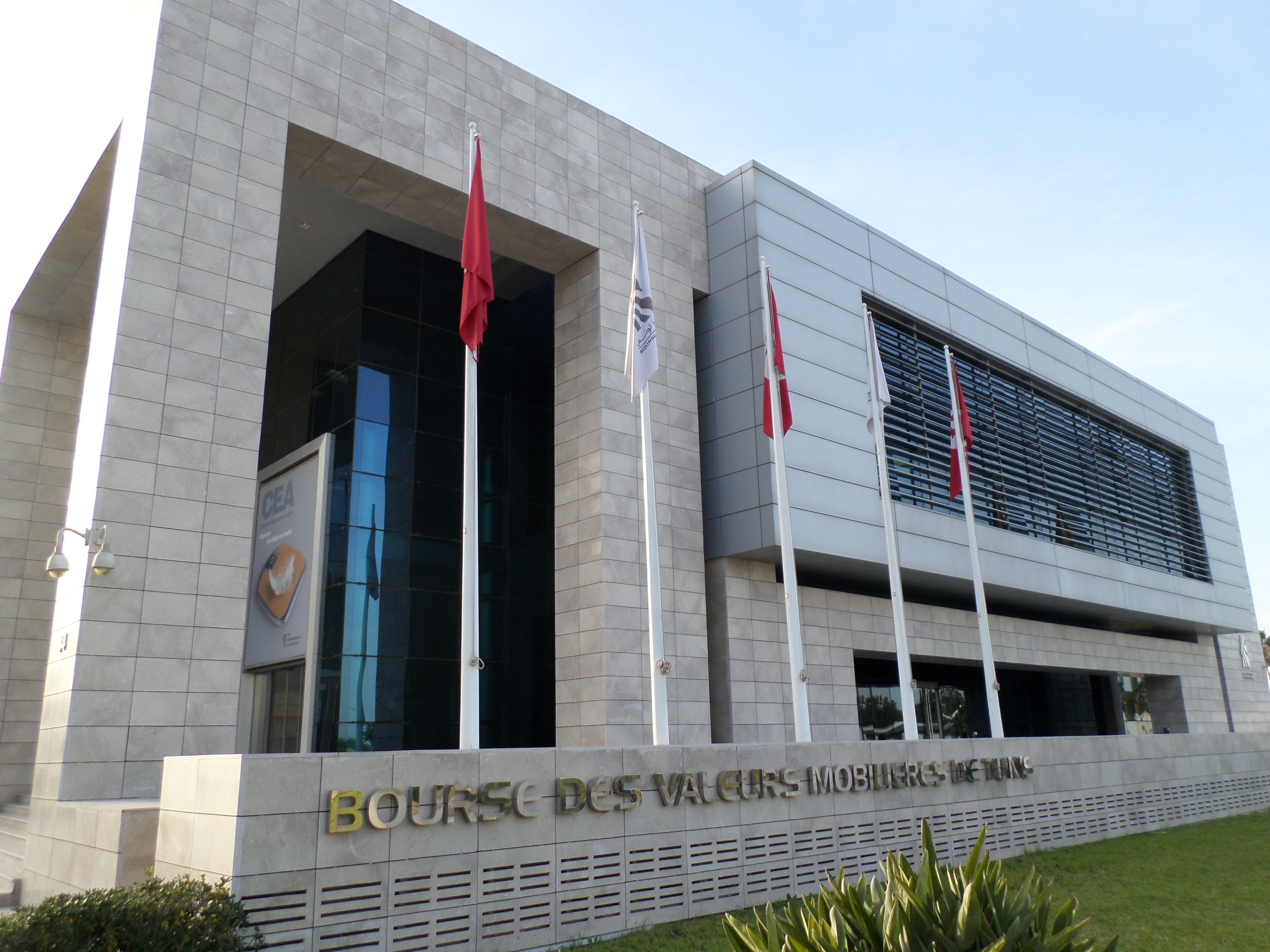
Hauptgebäude der Börse

Die Bourse de Tunis (Arabisch: بورصة تونس), seit dem 15. November 1995 offiziell Bourse des Valeurs Mobilières de Tunis (BVMT) genannt, ist eine Wertpapierbörse mit Sitz in Tunis (Tunesien). Sie ist für die Verwaltung, die Sicherheit und die Förderung des tunesischen Wertpapiermarktes zuständig.

## Geschichte
Die Gründung der Börse geht auf den Februar 1962 zurück. Obwohl sie schon vor relativ langer Zeit gegründet wurde, ist die Rolle der Börse bei der Finanzierung der tunesischen Wirtschaft aufgrund der Dominanz des Staates und der Banken begrenzt oder sogar unbedeutend geblieben. Dies spiegelt sich in einem beträchtlichen Niveau der Geldschöpfung und der Inflation wider. Die Börse wurde daher eher als Register von Transaktionen denn als Spiegel der Wirtschaft mit einem Platz in der Finanzierung der Unternehmen wahrgenommen. Tatsächlich betrug die Marktkapitalisierung Ende 1986 kaum 1 % des BIP.
Im Rahmen eines Strukturanpassungsplans wurde 1988 eine Reform des Finanzmarkts eingeleitet mit dem Ziel, einen rechtlichen Rahmen zu schaffen, der es dem Markt ermöglicht, zur Finanzierung der Wirtschaft beizutragen. Einlagen bei Banken wurden besteuert, die Zinsen auf Einlagen sanken durch den Rückgang der Inflationsrate, und Wertpapiere profitierten von einer günstigen Besteuerung durch den Wegfall von Kapitalertrags- und Dividendensteuer. Auch die Körperschaftssteuer sank von 80 % auf 35 %, wodurch die Bedeutung des Kapitalmarkts zunahm.

## Indizes
Ihr wichtigster Börsenindex ist der Tunindex.

## Mitgliedschaften
- Im Oktober 2019 kündigte der Weltbörsenverband Word Federation of Exchanges (WFE) nach Prüfung des Antrags der Bourse de Tunis an, dass sie eines seiner Mitglieder werden würde. Diese Mitgliedschaft ermöglicht es der tunesischen Börse, ihre Sichtbarkeit bei ausländischen Investoren, bei den an der tunesischen Börse notierten Unternehmen und in der Öffentlichkeit zu erhöhen.[2]
- African Securities Exchanges Association
- Arab Federation of Exchanges[3]
- Sustainable Stock Exchanges Initiative